# 9067 Katsuno
9067 Katsuno este un asteroid din centura principală de asteroizi.

## Descriere
9067 Katsuno este un asteroid din centura principală de asteroizi. A fost descoperit pe 16 aprilie 1993 la Kitami de Kin Endate și Kazuro Watanabe. El prezintă o orbită caracterizată de o semiaxă mare de 2,81 ua, o excentricitate de 0,15 și o înclinație de 7,7° în raport cu ecliptica.